# Réda Halaïmia
Mohamed Réda Halaïmia (sinh ngày 28 tháng 8 năm 1996 ở Oran) là một cầu thủ bóng đá người Algérie. Hiện tại anh thi đấu cho K Beerschot VA ở Giải vô địch bóng đá Bỉ.

## Danh hiệu

### Với câu lạc bộ
- Algerian U-21 Cup

Vô địch: 2015

### Với đội tuyển quốc gia
- Cúp bóng đá U-23 châu Phi

Á quân: 2015